# جوليو غازوتي
جوليو غازوتي (بالإيطالية: Giulio Gazzotti)‏ مواليد 23 سبتمبر 1991 في بولونيا، هو لاعب كرة سلة إيطالي. بدأ مسيرته الاحترافية في سنة 2008. يلعب مع فيكتوريا يبرتاس بيزارو في ليغا باسكيت الدرجة الأولى. يحمل الرقم 5. يبلغ طوله 6 قدم 8 بوصة (2.0 م).

## المسيرة الاحترافية
لعب مع فيرتوس بالاكانسترو بولونيا في موسم 2013–2014، ثم لعب مع جويرينو فانولي باسكت في الدوري الإيطالي في موسم 2014–2015، ثم لعب مع فيكتوريا يبرتاس بيزارو في سنة 2015.

## روابط خارجية
- جوليو غازوتي على موقع كرة السلة الأوروبية.كوم (الإنجليزية)
- جوليو غازوتي على موقع ريلجم (الإنجليزية)
- جوليو غازوتي على موقع بروبوليرز (الإنجليزية)
- جوليو غازوتي على موقع سبورتس رفرنس (الإنجليزية)